# Platea
La platea si trova generalmente nei teatri o nei cinema ed è la superficie della sala antistante al palcoscenico, dove sono disposte le poltrone per il pubblico. 
È frequentemente contrapposta alla galleria o ai palchi.

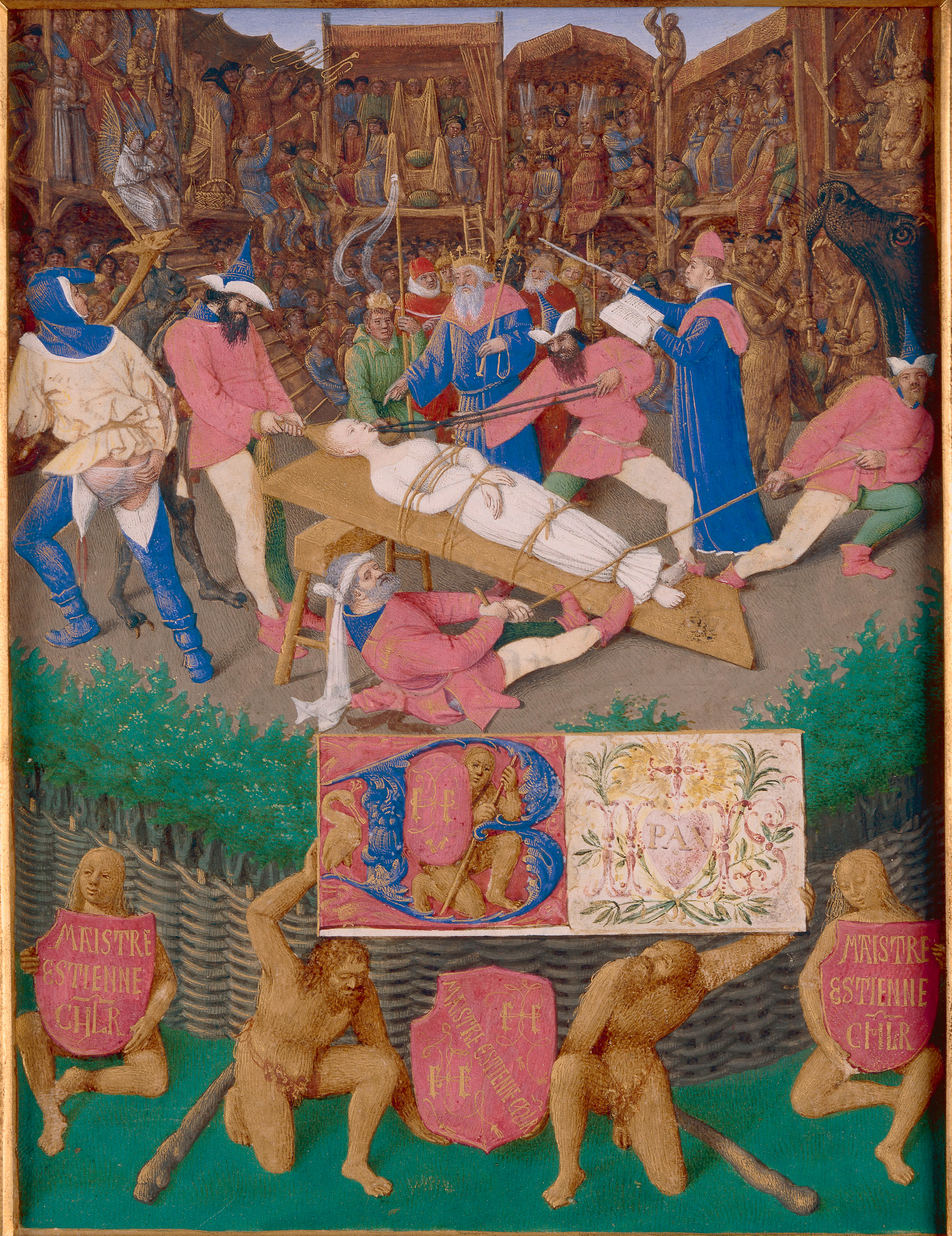
Il martirio di Sant'Apollonia, di Jean Fouquet. Da notare come l'azione si svolga di fronte alle mansion e, dunque, nella platea.

## Descrizione
Il concetto di platea come spazio riservato allo spettatore nacque, in occidente, nel Medioevo, quando le rappresentazioni sacre si spostarono dall'interno delle chiese ai piazzali ad esse antistanti: l'utilizzo di veri e propri palcoscenici (denominati, a seconda del luogo, mansion, loci deputati o pageant, nel caso di carri mobili) sui quali si svolgeva l'azione scenica, predisposti in linea retta o circolare, prevedeva che il pubblico seguisse lo svolgimento del dramma nello spazio antistante ai luoghi deputati, denominato platea, dal latino "ampio spazio".
Il teatro medievale prevedeva, per ragioni sceniche e di spazio, l'utilizzo della platea anche come luogo dell'azione scenica: in tal senso, alcuni documenti riportano che alcuni attori percorrevano per plateas lo spazio riservato agli spettatori, spostando così il luogo della rappresentazione. Va da sé che la platea non rappresentava ancora il luogo preposto per lo spettatore, ma era uno spazio destinato sia alla rappresentazione che alla fruizione dell'evento teatrale.
Con la costruzione dei primi teatri, la platea andò configurandosi sempre più come luogo destinato all'accoglienza di coloro che assistevano allo spettacolo. Nel teatro elisabettiano questa era composta da una pavimentazione in terra battuta o pietra, utilizzata dal popolo come luogo di visione ma senza l'ausilio di posti a sedere: questi, infatti, erano riservati al pubblico più abbiente, che poteva permettersi di pagare la comodità della seduta, presente nei palchi che circondavano il palcoscenico. Alcuni ospiti d'onore, inoltre, prendevano posto direttamente sul palcoscenico accanto agli attori.
Il Rinascimento italiano, teso alla rivalutazione e riscoperta dei classici greci e latini, non utilizzò la platea come spazio per lo spettatore: il teatro greco e latino, infatti, risolvevano lo spazio teatrale antistante la scena in maniera diversa: nella Grecia antica, esso era denominato orchestra e fungeva da spazio di azione del coro, mentre a Roma, persa l'importanza drammaturgica di questo elemento, rimase unicamente come retaggio dei teatri greci. I primi teatri rinascimentali, la cui forma ricalcava, in qualche modo, quella dei teatri classici adattandone le componenti strutturali alle esigenze moderne (nello specifico, inizialmente, le stanze dei palazzi signorili), non diedero troppa importanza alla platea né come luogo d'azione scenica né come spazio per la fruizione.
L'avvento del teatro all'italiana determinò una convenzione teatrale che venne adottata anche nei secoli successivi alla sua realizzazione, dal 1600 in poi: la configurazione della platea come spazio dedito all'accoglimento del solo pubblico, di norma costituito da fasce del popolo (dopo l'apertura dei primi teatri pubblici) che non potevano pagare un palco. Inizialmente, la platea era costituita da uno spazio con panche e tavoli, tra i quali si svolgevano le più disparate attività senza un collegamento con le rappresentazioni teatrali: sovente vi si potevano svolgere danze, banchetti e feste. Tale pratica non era desueta nemmeno tra i palchi, che fungevano da "salo
di una platea
Nel XIX secolo, l'avvento del teatro naturalista, preceduto dal dibattito settecentesco sul ruolo sociale del teatro e delle sue componenti, staccò completamente il luogo dell'azione da quello dello spettatore: incorniciata dall'arco scenico, la scena si configurava come una visione di un interno borghese, destinando la platea a solo luogo di fruizione, oramai provvisto di apposite poltrone e, per via della migliore visuale, ceduto alle classi abbienti che potevano permettersi di pagare il biglietto. Ad aumentare la scissione intervenne l'utilizzazione della corrente elettrica, che permise lo svolgersi delle rappresentazioni con il buio totale in platea, azzerando la possibilità di interazione tra i soggetti in essa presenti e catalizzando l'attenzione sulla scena.

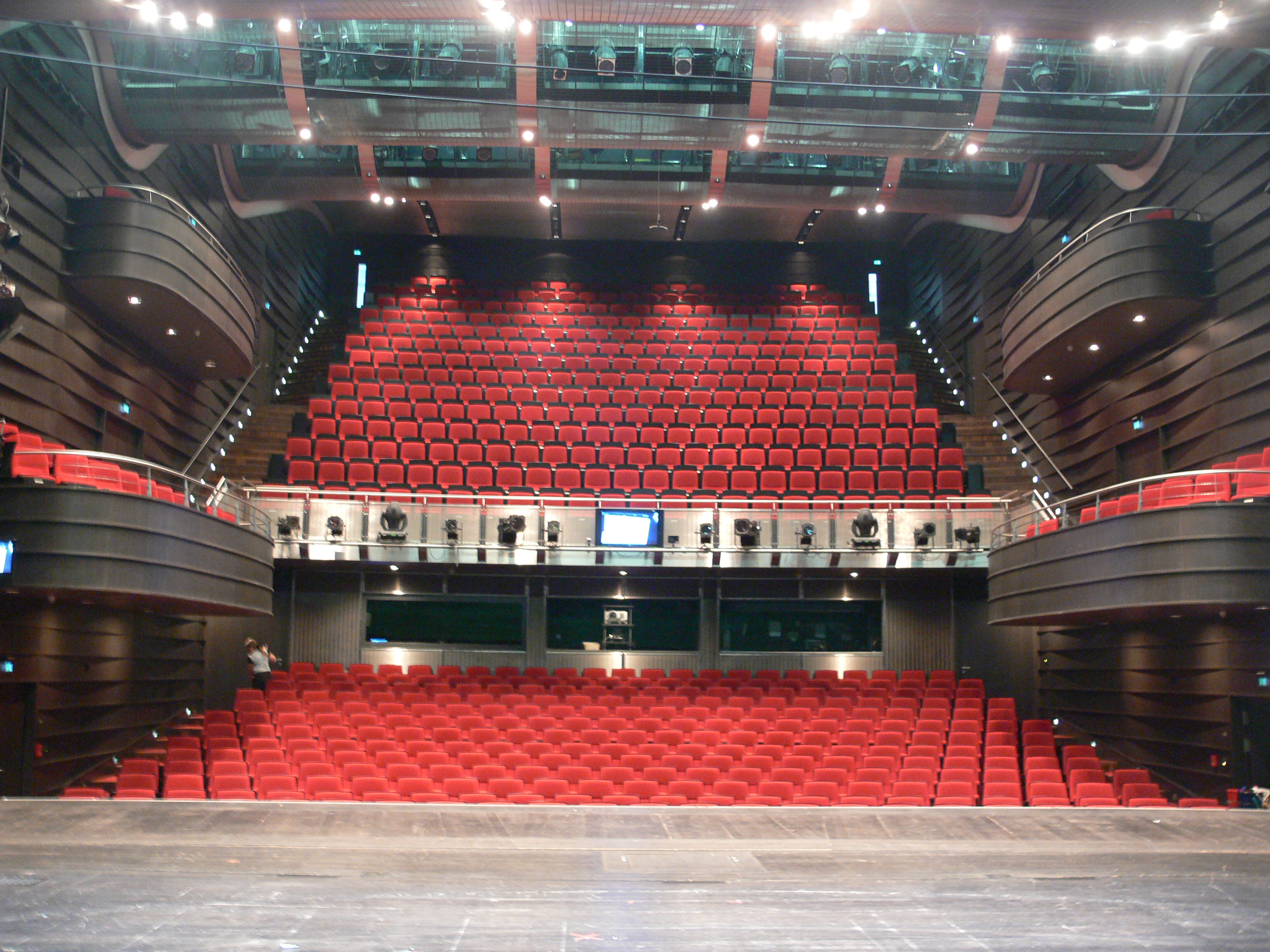
Sala teatrale di un moderno teatro

Nel corso del XX secolo nuove forme di spazio teatrale vennero progettate, alcune delle quali sprovviste di platea: la drammatizzazione di alcune opere, inoltre, prevedette la possibilità di recitazione in platea, configurando quest'ultima, come agli albori, come spazio anche per l'azione scenica.
Oggigiorno, tuttavia, la platea rimane, nell'immaginario collettivo e per questioni legate alla praticità, il luogo Feudo di accoglimento del pubblico assieme alle balconate, gradinate e palchi. La costruzione della stessa è soggetta alle leggi sull'edilizia che ne stabiliscono, in media, numero di posti e materiali da utilizzare.

## Etimologia
Il lemma ha la stessa derivazione dell'italiano "piazza". La parola latina platēa si è evoluta spontaneamente nei secoli in quella italiana "piazza", mentre il termine "platea" è stato reintrodotto "per via dotta" nel rinascimento, con l'attuale significato. In linguistica, questo fenomeno si definisce come allotropia.